# Еловая (станция)
Ело́вая — железнодорожная станция на линии Лоухи — Пяозеро. Территориально находится в посёлке Сосновый Лоухского района Карелии.

## История
В ходе Великой Отечественной войны, в начале августа 1941 года, железнодорожный переезд у чётной горловины станции стал самой восточной точкой, куда смогли продвинуться финские войска, пытаясь захватить Кировскую железную дорогу.
До 1961 года тупиковой являлась станция Кестеньга.
До 1980-х годов по линии курсировал грузо-пассажирский поезд. Софпорог была конечной станцией для пассажирского движения.
В декабре 2023 года возобновлено пассажирское сообщение на линии Лоухи — Пяозеро.

## Галерея

Станция Еловая
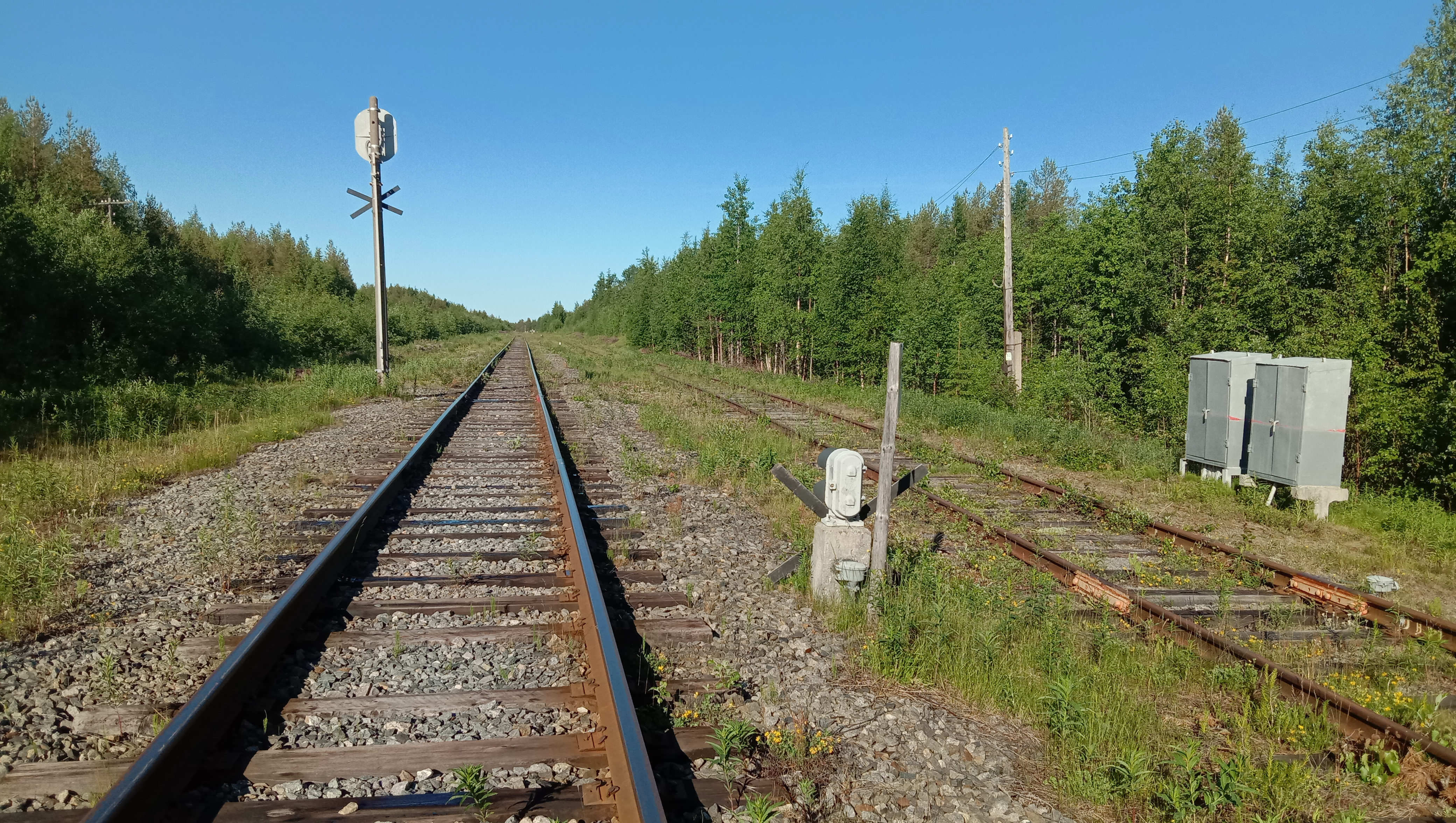
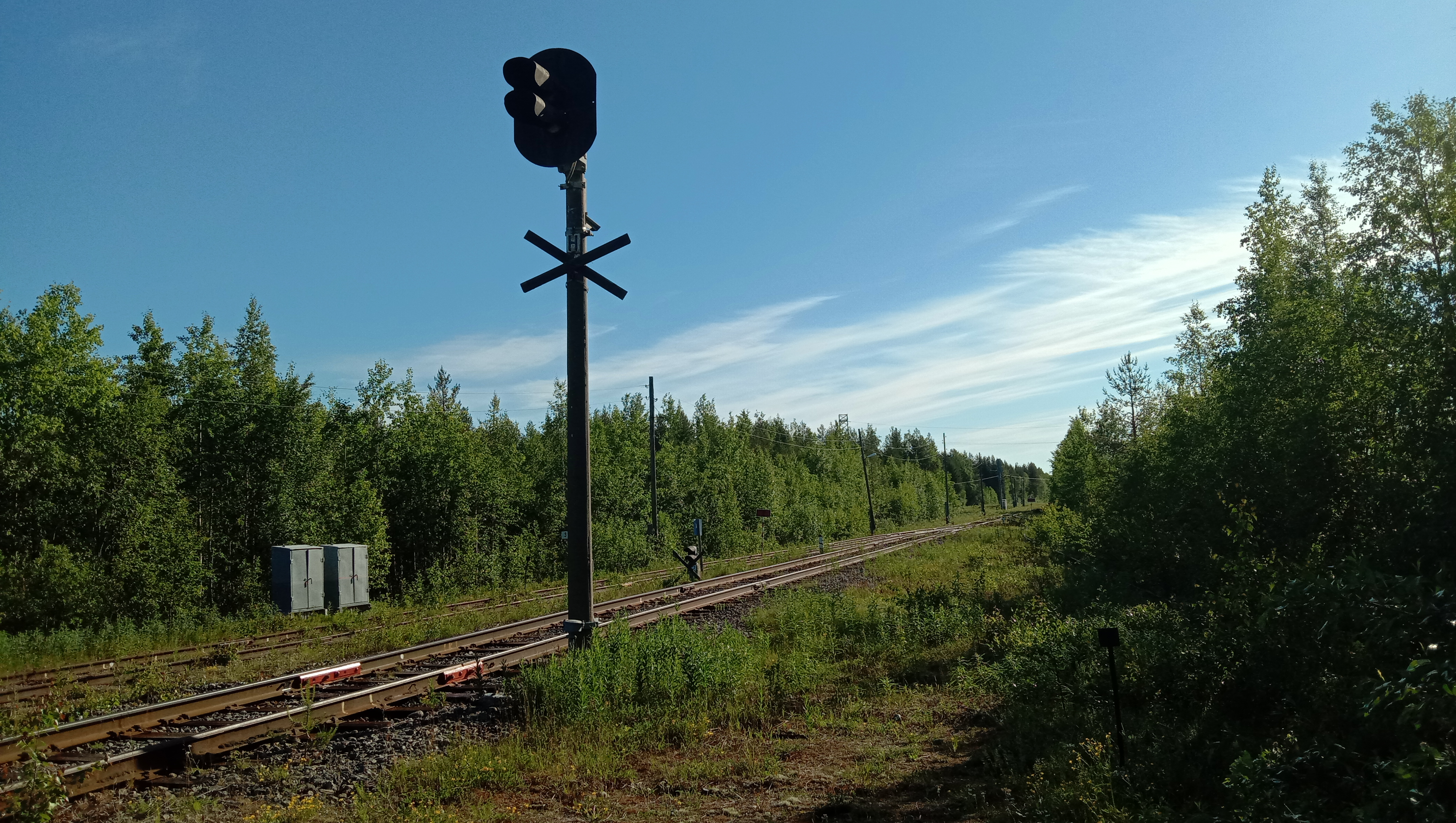
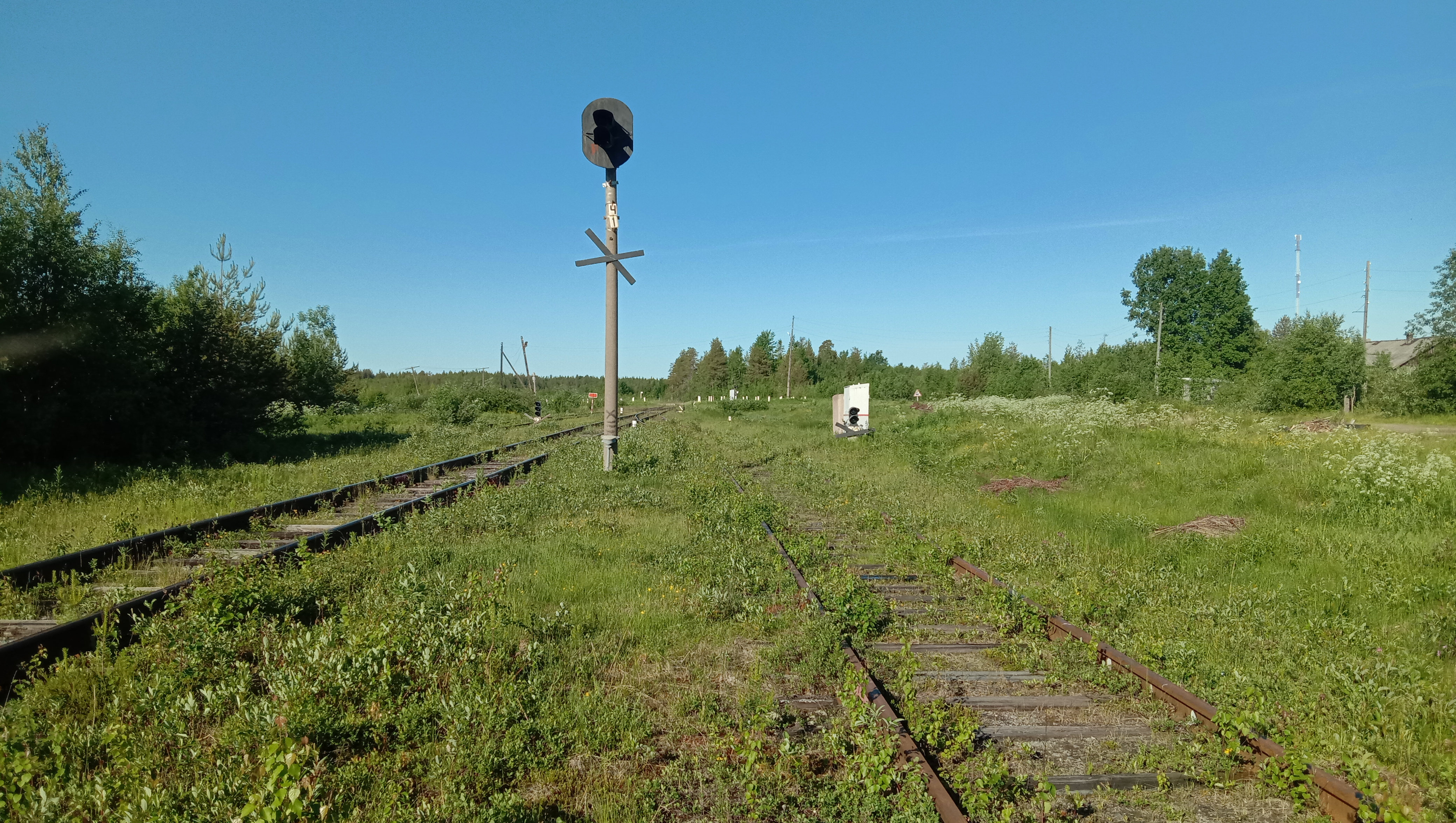